# Frutillar (ort)
Frutillar är en ort i Chile.   Den ligger i provinsen Provincia de Llanquihue och regionen Región de Los Lagos, i den södra delen av landet, 900 km söder om huvudstaden Santiago de Chile. Frutillar ligger 150 meter över havet och antalet invånare är 16 939. Den ligger vid sjön Lago de Llanquihue.
Terrängen runt Frutillar är platt. Det finns inga andra samhällen i närheten.
Runt Frutillar är det ganska glesbefolkat, med 24 invånare per kvadratkilometer.